# بوفير بيلي
بوفير بيلي (بالإنجليزية: Bouvier Beale)‏ هو نجم اجتماعي ومحامي أمريكي، ولد في 13 فبراير 1922 في نيويورك في الولايات المتحدة، وتوفي في 3 مايو 1994.